# PGC 1858556
LEDA/PGC 1858556 ist eine Galaxie mit aktivem Galaxienkern im Sternbild Coma Berenices am Nordsternhimmel, die schätzungsweise 1,9 Milliarden Lichtjahre von der Milchstraße entfernt ist.